# 白腰叉尾海燕

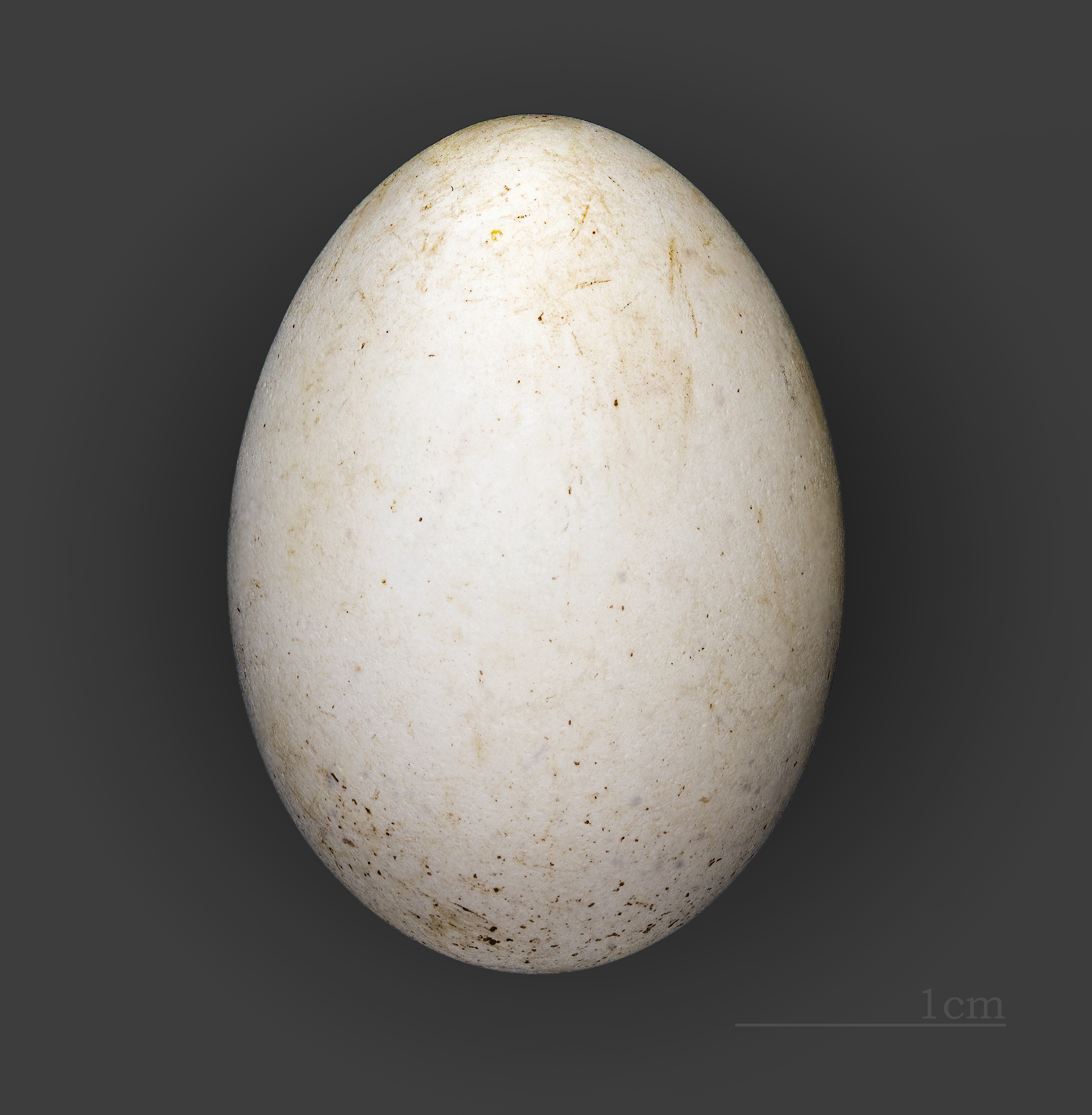
雞蛋

白腰叉尾海燕（学名：Hydrobates leucorhous）为海燕科叉尾海燕属的鸟类，俗名白腰海燕。分布于太平洋北部、大西洋自北而南抵巴西及非洲南端以及中国大陆的偶见于黑龙江下游及江口等地，为远洋性海鸟、罕飞抵陆地上、繁殖于岛上高地的岩石间以及有时在草根堆中。该物种的模式产地在法国Picardy。

## 特征
白腰叉尾海燕体重约36.71克，翼长约150.4毫米，嘴峰长约17.8毫米，喙宽度约3.1毫米，喙厚度约4.5毫米，跗蹠长约23.1毫米，尾长约75.4毫米。白腰叉尾海燕是候鸟，其栖息在开放的海洋及海岛环境中，食性为肉食性，主要食物来源是水生动物。

## 亚种
- ：繁殖于北太平洋，越冬于太平洋中部和东部，南纬27度以南，以及热带大西洋。在中国大陆，偶见于黑龙江下游及江口等地。该物种的模式产地在法国Picardy。[3]
- ：分布于科罗纳多斯群岛和圣贝尼托群岛（墨西哥西北部）。[4]